# Красная таверна (фильм)
«Красная таверна» (фр. L'auberge rouge) — французский кинофильм. Фильм основан на фактическом уголовном деле гостиницы  Peyrebeille. В главной роли — Фернандель. Другие названия фильма: «Красная гостиница», «Красная харчевня». Изначально был задуман как экранизация одноимённого рассказа Оноре де Бальзака.

## Сюжет
XIX век. Владельцы отдалённой гостиницы в горах убивают своих постояльцев, чтобы завладеть их имуществом. Последней их жертвой стал бродячий музыкант, однако его дрессированной обезьянке удалось спастись в лесу. Вслед за ними в гостинице останавливается дилижанс с несколькими пассажирами, которым грозит такая же судьба. Но вскоре в гостинице появляется монах. Хозяйка не хочет убивать монаха, поэтому исповедуется ему для того, чтобы он ушёл. Узнав о том, что происходит в этой таверне и, догадываясь о том, что этой ночью произойдёт с постояльцами, монах в ужасе, но не имеет права никому рассказать об этом. Соблюдая «тайну исповеди», он пытается спасти постояльцев.

## В ролях
- Фернандель — монах
- Франсуаза Розе — Мари Мартен
- Мари-Клер Оливиа — Матильда
- Жан-Роже Кассимон — Довен
- Нани Жермон — Элиза
- Люд Жермен — Фетиш
- Жак Шарон — Родольф
- Робер Берри — кучер

## Ремейк
В 2007 году у этого фильма появился ремейк «Красный отель» с Кристианом Клавье, Жераром Жюньо и Жозиан Баласко.